# Correa baeuerlenii
Correa baeuerlenii es un arbusto que es endémico de Nueva Gales del Sur en Australia. Se le conoce comúnmente en su área de desarrollo como Chef's-hat Correa debido a la forma de sus flores de color verde amarillento. Alcanza entre 1 y 2,5 metros de altura, y tiene hojas de ovaladas a elípticas que tienen una superficie verde brillante.
Esta especie fue descrita formalmente por vez primera por el botánico Ferdinand von Mueller en 1884.